# Палац Мсциховського

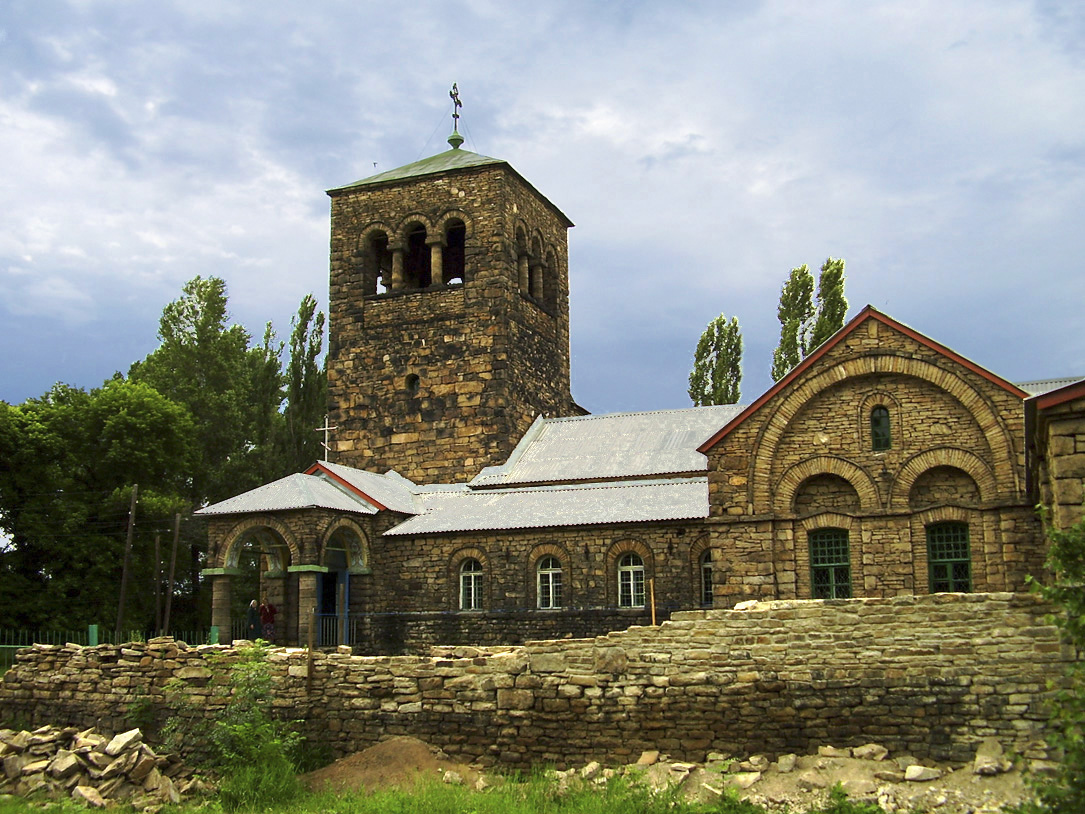
Церква в ім'я Олександра Невського. Архітектор Лев Руднєв

Палац Мсциховського — псевдозамок у романо-византійському стилі, який входив до палацово-паркового ансамблю садиби вугільного промисловця Казимира Мсциховського (селище Селезнівка Перевальського району Луганської області).

## Садиба Мсциховського
Виникнення садиби відносять до XIX ст. У 1890 р. земля перейшла у володіння Казимира Мсциховського, голови правління Селезнівського товариства кам'яновугільної та заводської промисловості, дійсного статського радника, інженера-шляховика, поляка за походженням.
У 1913 р. на території маєтку були зведені палац (архітектор Сергій Ґінґер), парафіяльна церква-школа та будинок для вчителів (архітектор Лев Руднєв) та інші споруди. Окрім палацу, садиба мала пейзажний парк у 22 гектари (садівник Марцин Хубецький). Унікальний для Донбасу маєток викликав певний інтерес з боку громадськості країни. У 1916 р. у журналі «Столиця і садиба» з'явився детальний опис садиби.
У радянську добу палацово-парковий ансамбль був повністю занедбаний. На його території розташовувалися дитячий будинок для безпритульних (1920-ті рр.), Ворошиловський будинок відпочинку (1930-ті рр.), туберкульозний диспансер (1950-ті рр.), наркологічний диспансер (1980-ті рр.).
Серед збережених інтер'єрів палацу — зала з балконом для музик, з каміном, ліпленими оздобами стелі з зображенням музичних інструментів.

## Церковна будівля-школа
Церковна будівля в ім'я Олександра Невського із дзвіницею мала два класи і вівтар. У недільні і святкові дні з класних кімнат виносилися парти, прибиралися перегородки і в приміщенні відправлялися богослужіння. У церкві служив священик, що приїздив з Алчевська.
Зведення парафіяльної церкви-школи і житлового будинку для вчителів було доручене студенту Імператорської академії мистецтв Льву Руднєву, майбутньому відомому радянському архітекторові, за проектами якого згодом були споруджені радянський Головний корпус Московського державного університету ім. М. В. Ломоносова, Палац культури у Варшаві, Будинок уряду в Баку та інші.
4 травня 1923 року президія Луганського окружного виконкому зачинила церкву. У 1930-ті роки на території маєтку був розташований будинок відпочинку. Церкву пристосували під клуб для відпочиваючих. За місцевою легендою, у ті роки люди, що поверталися пізньої доби з роботи додому, у закритій церкві неодноразово бачили запалені свічки і чули плач. Православні стверджували, що це була сама Богородиця.
Віряни знову повернули собі храм у 1942 році під час окупації. Однак у 1947 році він був вилучений і переданий будинку відпочинку. Приміщення колишньої церкви використовувалося під кіно- й танцзал. Згодом тут розташувалися селищна рада, пошта, сільська бібліотека.
Церковну будівлю повернули православній громаді у 1991 році. Інші будівлі колишнього маєтку перебувають у занедбаному стані.

## Галерея старовинних фото 1916 р

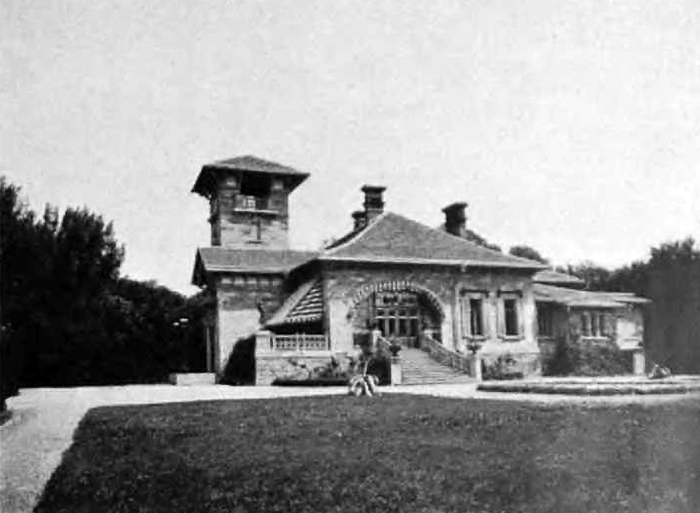
Бічний фасад вілли К.Л. Мсциховського, Селезнівка, фото 1916 р.
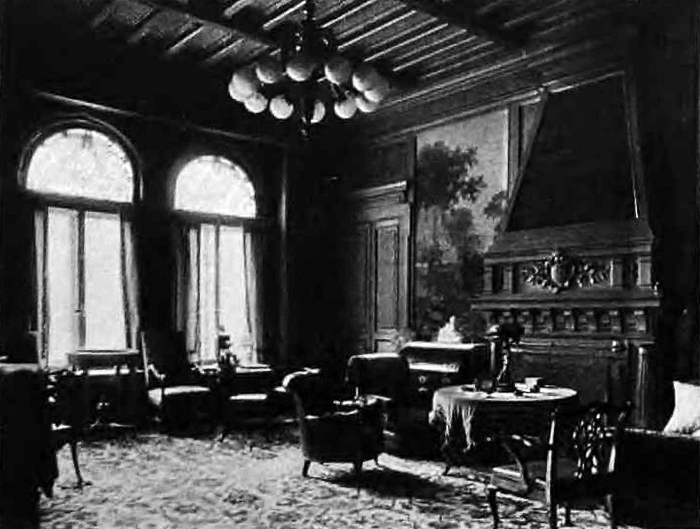
Вітальня в садибі К.Л. Мсциховського, Селезнівка, фото 1916 р.
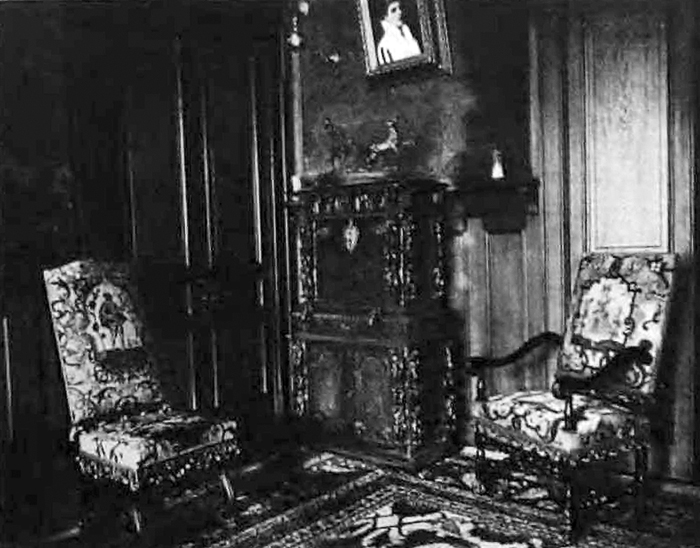
Історичні меблі в садибі К.Л. Мсциховського, фото 1916 р.
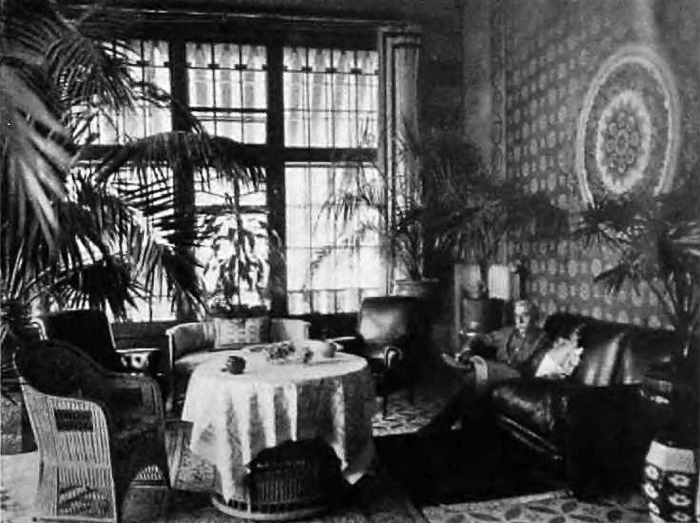
Палац Мсциховського , пальми в помешканні, 1916 р.

## Колекції збірки Мсциховського
Дійсний статський радник, голова правління Селезнівського товариства кам'яновугільної та заводської промисловості Мсциховський не був феєрично багатою людиною, але й не належав до бідноти донецького краю. Садибний будинок, котрий в газетах того часу називали віллою, прикрасив виробами за малюнками архітектора Імператорських палаців Р. Ф. Мельцера, виробленими на його фабриці. Тобто це декор доби сецесії, як то видно по зразках килимових кахлів, ліпленим деталям та розфарбуванні.
Але частка меблів мала старовинний вигляд в стилі неоренесанс. Серед них зустрічались і історичні — флорентійське бюро, крісла 16 ст. (?) тощо. За свідоцтвами репортерів тканини, використані в меблях, були виткані на московській фабриці Сапожникова за старовинними зразками французьких тканин в Версалі та в палаці Тріанон. Тобто це імітіції зламу 19-20 століть.
На відкритій терасі перед приміщенням зимового саду встановили бронзову скульптуру бога торгівлі Гермеса, що походила від оригінала італійського скульптора 16 ст. Джованні да Болонья.
В картинній галереї перебували як оригінали салонних художників, так і старовинні копії уславлених майстрів. Серед оригіналів салонних митців — полотна Костянтина Маковського та Миколая Сверчкова. Серед копій — композиції Пітера Пауля Рубенса та Бартоломео Естебана Мурільйо .
Старовинні меблі і інтер'єри доповнювали килими з Персії та власні збірки порцеляни франції Севрської порцелянової мануфактури та Імператорського порцелянового заводу в Петербурзі. Серед гобеленів маєтку — два гобелени на сюжети байок Лафонтена.